# Johanniswiese
Die Johanniswiese, kurz Jowiese genannt, ist das Frei- und Strandbad der Stadt Hildesheim.

## Lage
Das Freibad liegt im Stadtbezirk Stadtmitte / Neustadt an der Lucienvörder Allee zwischen Innerste und dem Innerste-Überlaufbecken.

## Geschichte
Schon im 19. Jahrhundert gab es zahlreiche Flussbadeanstalten an der Innerste, beginnend an der Kuhbrücke nahe der Domäne Marienburg, an der Dreibogenbrücke, auf dem Vereinsgelände des Sportvereines Concordia, nahe der heutigen Hohnsenbrücke (Wilhelm-Murke-Freibad) bis flussabwärts in Himmelsthür. Dennoch wurde schon Ende des Jahrhunderts das Fehlen eines ordentlichen städtischen Freibads beklagt. Bereits vor dem Ersten Weltkrieg entstand deshalb der Plan für ein „stromfreies“ (d. h. nicht im Fluss liegendes) Freibad, konnte aber in den Kriegsjahren nicht realisiert werden. 1919 beschloss die Stadt den Bau der Badeanstalt im Überschwemmungsgebiet der Innerste, auf der Johanniswiese. Das Bad sollte getrennte Becken für Frauen und Männer haben und wettkampftauglich sein. Um die Anlage hochwasserfest zu machen, sollte der Aushub der Becken zur Erhöhung des Geländes benutzt werden. 1922 wurde das Freibad fertiggestellt. Um das Hauptbecken herum waren Häuschen der örtlichen Wassersportvereine gruppiert, die durch die neue Anlage einen erheblichen Aufschwung erfuhren.
Nach Ende des Zweiten Weltkriegs requirierten die britischen Besatzungstruppen das Freibad. Erst ab Sommer 1950 war es wieder öffentlich zugänglich.
Nach der Entstehung des Hohnsensees im Süden erhielt die Anlage 1974 einen etwa 150 Meter langen Sandstrand. Nachdem sie kurzzeitig mittels einer Traglufthalle als provisorisches Hallenbad genutzt worden war, erfolgte 1989 ein Komplettumbau der fast 70 Jahre alten Anlage, bei dem die alten Becken zugeschüttet wurden. Zwischen den Vereinshäusern erstreckt sich seitdem eine Rasenfläche. 1998 wurde das Bad an einen privaten Betreiber verpachtet, der im Winter 1999 gegen den erheblichen Widerstand der Anwohner im Freibad eine Eisbahn eröffnete. Bereits im Jahr 2001 musste er Insolvenz anmelden, nachdem ihm die Stadt den Vertrag wegen nicht erfüllter Zahlungsverpflichtungen gekündigt hatte. 2002 übernahm ein neuer Betreiber die Anlage.
Heute umfasst das Freibad eine Fläche von etwa fünf Hektar, die Gesamtwasserfläche der Schwimmbecken beträgt 2700 Quadratmeter.

## Ausstattung
Das Freibad besitzt, neben dem Strandteil des Hohnsees, folgende Becken:
- ein 50 m langes Schwimmerbecken mit 8 Bahnen und einer Wassertiefe von 1,80 m
- ein 3,60 m tiefes Springbecken mit
  - 2 1-m-Brettern
  - 1 3-m-Brett
  - 1 3-m-Turm
  - 1 5-m-Turm
- ein Babybecken mit einer Wassertiefe von 0,30 bis 0,50 m
- ein Nichtschwimmerbecken mit einer Wassertiefe von 0,60 bis 1,20 m
- ein Rundbecken, mit einer Wassertiefe von ca. 1,20 m, das als Auffangbecken der Wasserrutsche dient